# Bolbocoleon
Bolbocoleon es un género de algas, perteneciente a la familia Chaetophoraceae.

## Especies deBolbocoleon
- Bolbocoleon jolyi
- Bolbocoleon piliferum